# リトルストライプ
リトルストライプ（LITTLE STRIPES）は、タイトーのコンピューターゲーム『ダライアスII』に登場するボスキャラクターで、架空の宇宙戦艦。

## 特徴
アーケード版『ダライアス』ではボツとなり、ダライアスIIで復活したボスキャラクターで、最終ステージ木星面のW、X、Yゾーンに登場する。
モチーフはエンゼルフィッシュで、エンゼルフィッシュの特徴の上下に長い鰭を持つ。他の巨大戦艦に比べ、モチーフ形状から横よりも縦長になっている。
色はオレンジで、そのオレンジ部分に縞状の銀色の装甲版のようなものが張り巡らされ、オレンジと銀のツートンカラーとなっている。

## 能力
口から画面上下の2/3にも達するワイドウェーブを撃つ。距離をとってからでないと、正面からの回避は殆ど不可能。
尾鰭からはホーミングミサイルを撃つ。上下の鰭を破壊するか、弱点の口にある程度ダメージを与えると、第二形態へと移行する。
第二形態では止まって、ワイドウェーブを4連発し、更にミドルウェーブを3方向に5連発してくる。自機の装備の割合によっては、シングルで撃ってくる場合がある。
その後には口から5方向弾を撃つ。5方向弾は弾速が早く、間隔が狭いので、ランクが上がっていると回避が難しい。

## メガドライブ版
メガドライブ版ダライアスIIでは、W、Yゾーンボスとして登場。攻撃方法は業務用とやや異なり、ワイドウェーブを最初から連射してくる。そして、ミドルウェーブや8方向弾による攻撃を行う。
ボスの背面に回り込めば、ボスの攻撃を受けなくなるが、アーケード版と違い、メガドライブ版は右端にもボスは移動できるので、ボスがバックしてきたら、避けないとあたってしまう。

## PCエンジン版
PCエンジン版『スーパーダライアス』では、Eゾーンボスとなっている。
口から子エンゼルフィッシュ型の破裂弾を吐く、破裂弾は3方向に分裂する。
一定時間経つと自機に向かって体当たりしてくる。それまでに上下どちらかの鰭を破壊しないと逃げ場所が造れない。
ダライアスIIでは鰭が全て本体からばらけたが、PCエンジン版では残骸を残しており、尾鰭を破壊することは出来ない。
『スーパーダライアスII』では中ボスに格下げされている。

## 他の登場作品

### ダライアスツイン
スーパーファミコンの『ダライアスツイン』では、1面中ボスとして登場。プリティフィン（PRETTY FIN）というネーミングで、ウェーブを三連射した後に、左へ向かって体当たりしてくる。
1面ではアーケード版と同じ配色だが、最終面では銀色や赤といった色でも出現する。

### ダライアス外伝
『ダライアス外伝』では、Jゾーン背景にのみ、その姿が確認出来る。観賞魚型のキャラクターの大型ザコ敵にパントドンが登場。

### Gダライアス
『Gダライアス』の4面のゾーンηとθには海生の近縁種オールドワイフモデルの中ボス、グレイストライプ（GREY STRIPE）が登場する。
上下の鰭からミドルウェーブを撃つ。キャプチャ後には、コマンド攻撃でウェーブを乱射する事ができる。
また、同じ観賞魚モチーフでは3面でサカサナマズ型中ボスのリバースディレクション（REVERSE DIRECTION）が登場する。
- なお、『ダライアスバースト』では、本種と同じ観賞魚モチーフで、金魚型中ボスのアクアリウムフィッシュとデビリッシュフィッシュが出現する。